# Zunftbaum
Ein Zunftbaum des Handwerks zeigt die Zunftzeichen bestimmter Zünfte des jeweiligen Standortes oder der Region. Er dient einerseits der Traditionspflege und andererseits der Imagepflege des jeweils vorhandenen Handwerks.
Zunftbäume wurden erstmals am Ende des 16. Jahrhunderts in Westfalen errichtet. Heute sind sie wieder vielerorts, insbesondere als Maibäume, anzutreffen.

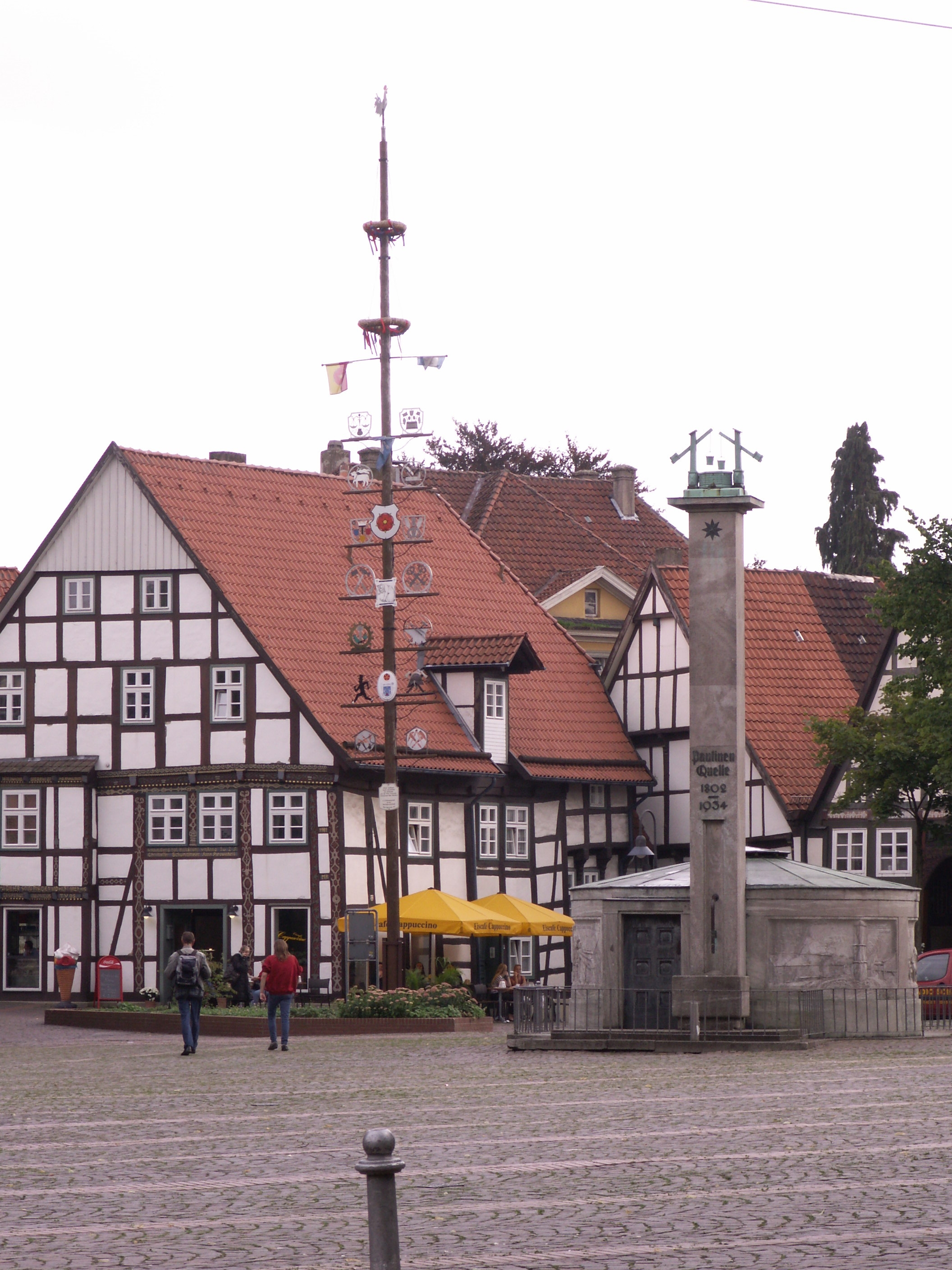
Bad Salzuflen
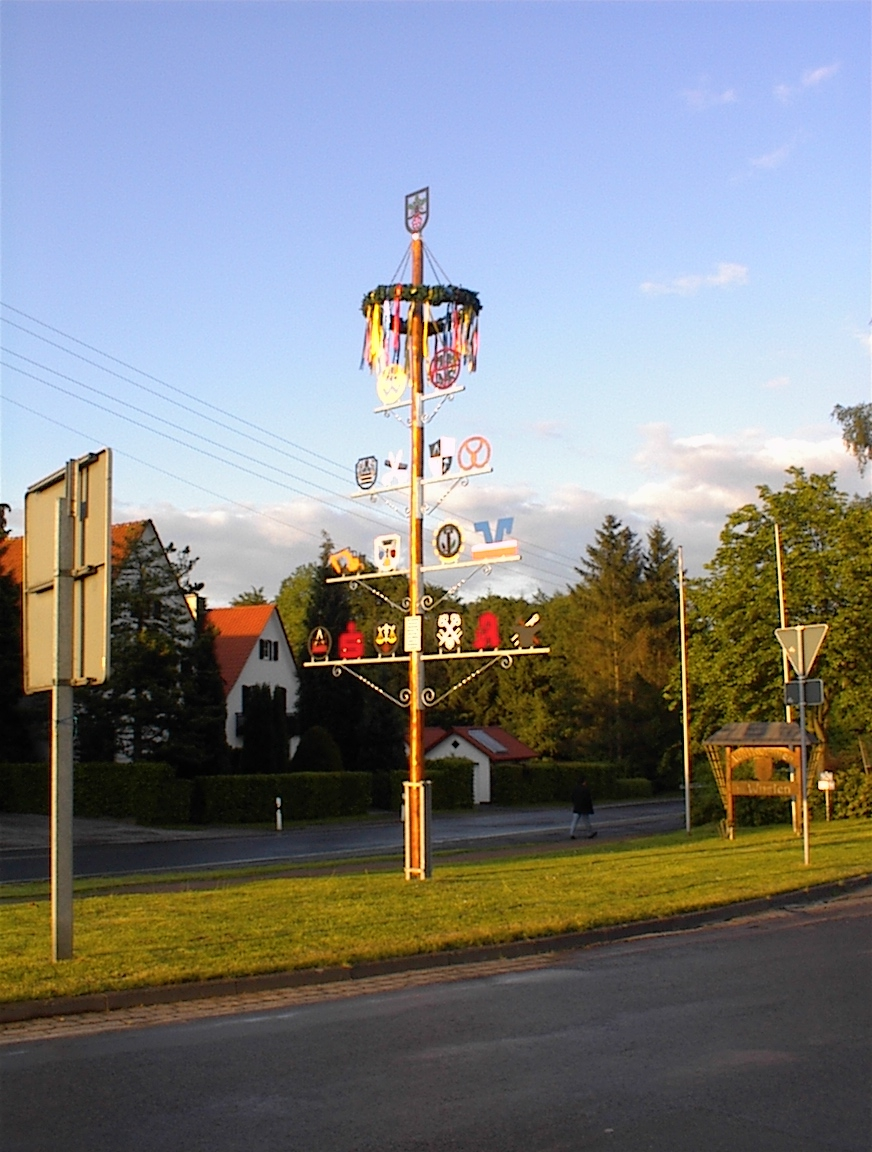
Bad Salzuflen-Wüsten
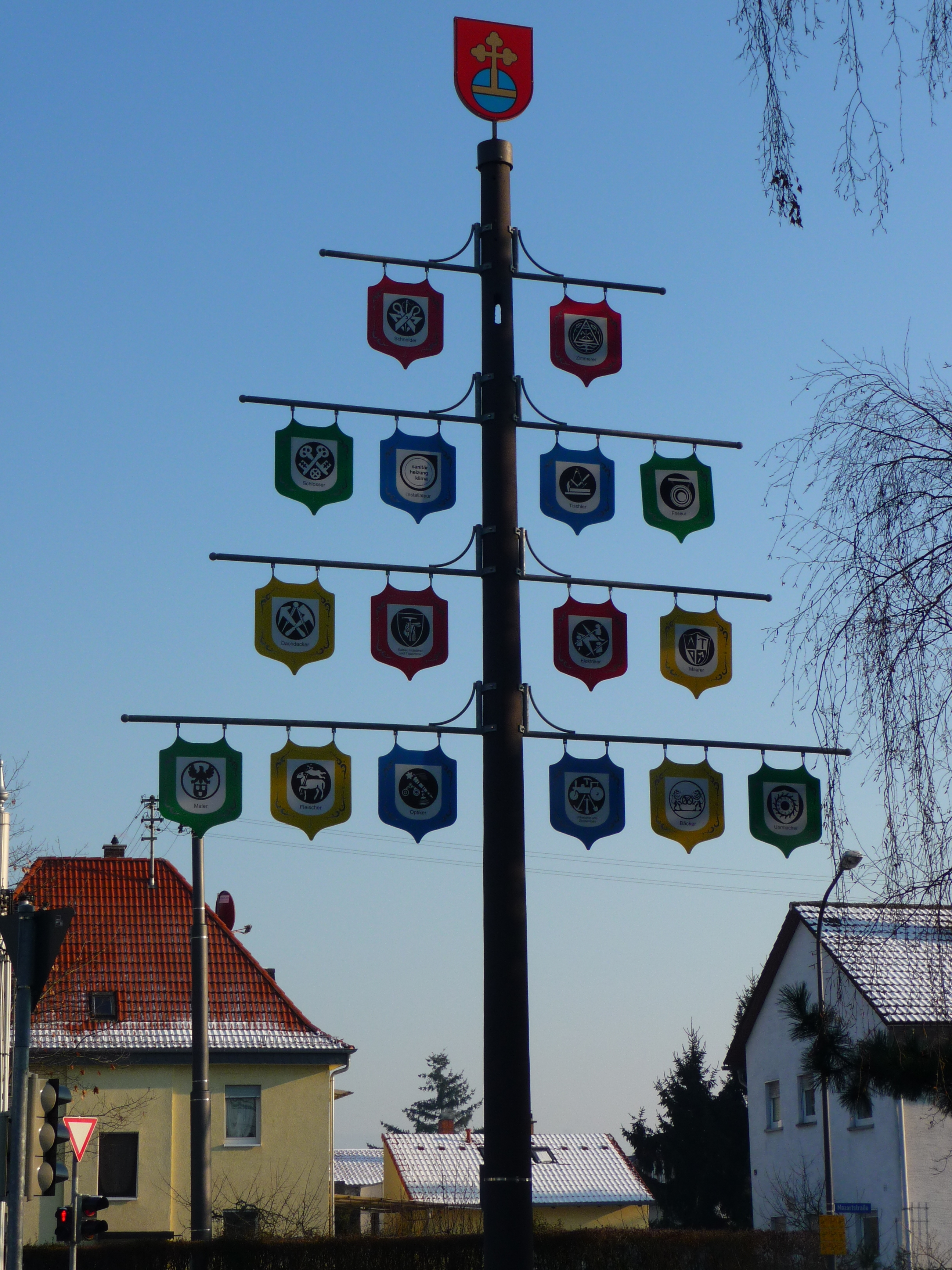
Eppelheim
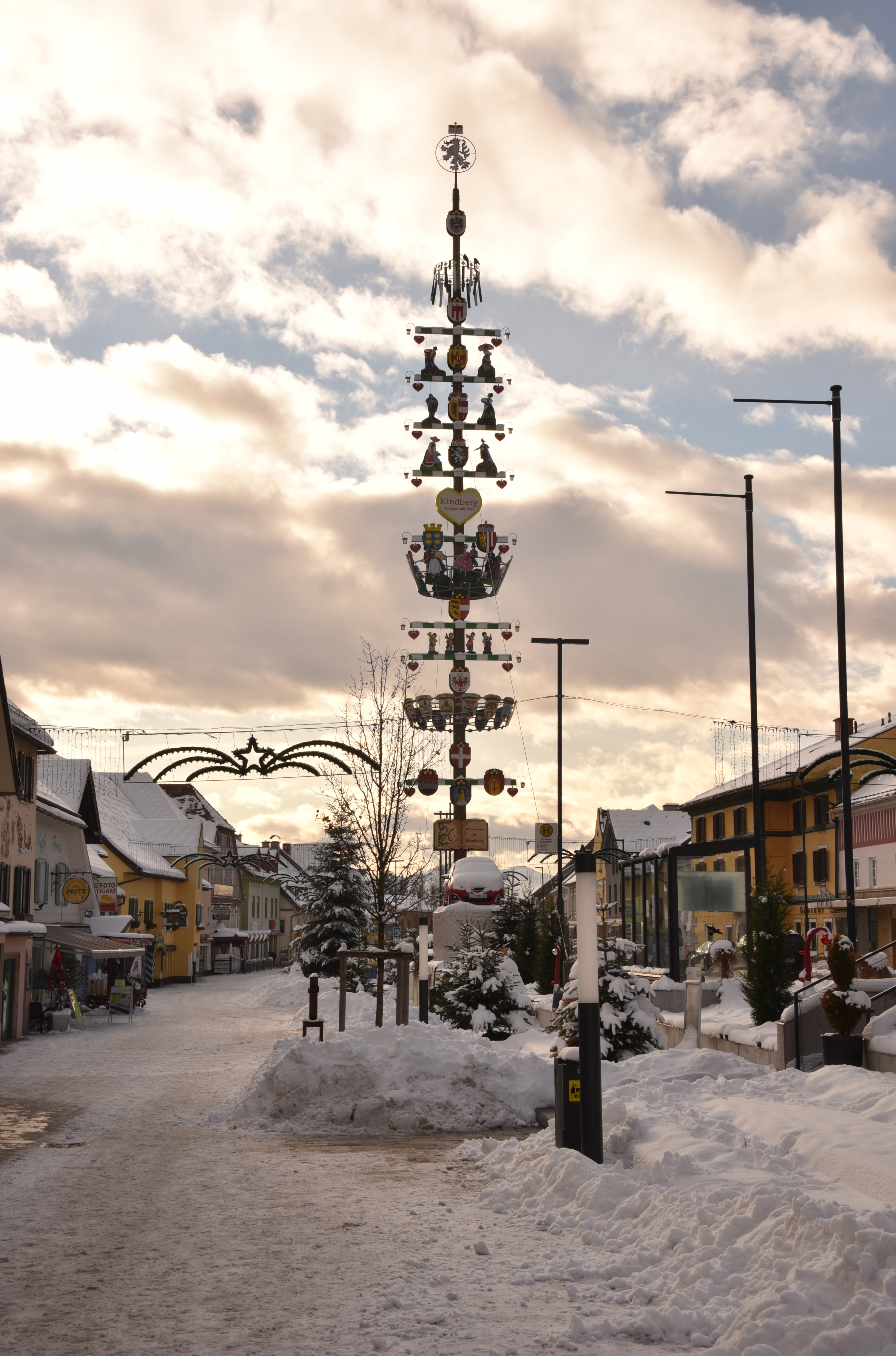
24 m hoher Zunftbaum in Kindberg, Steiermark
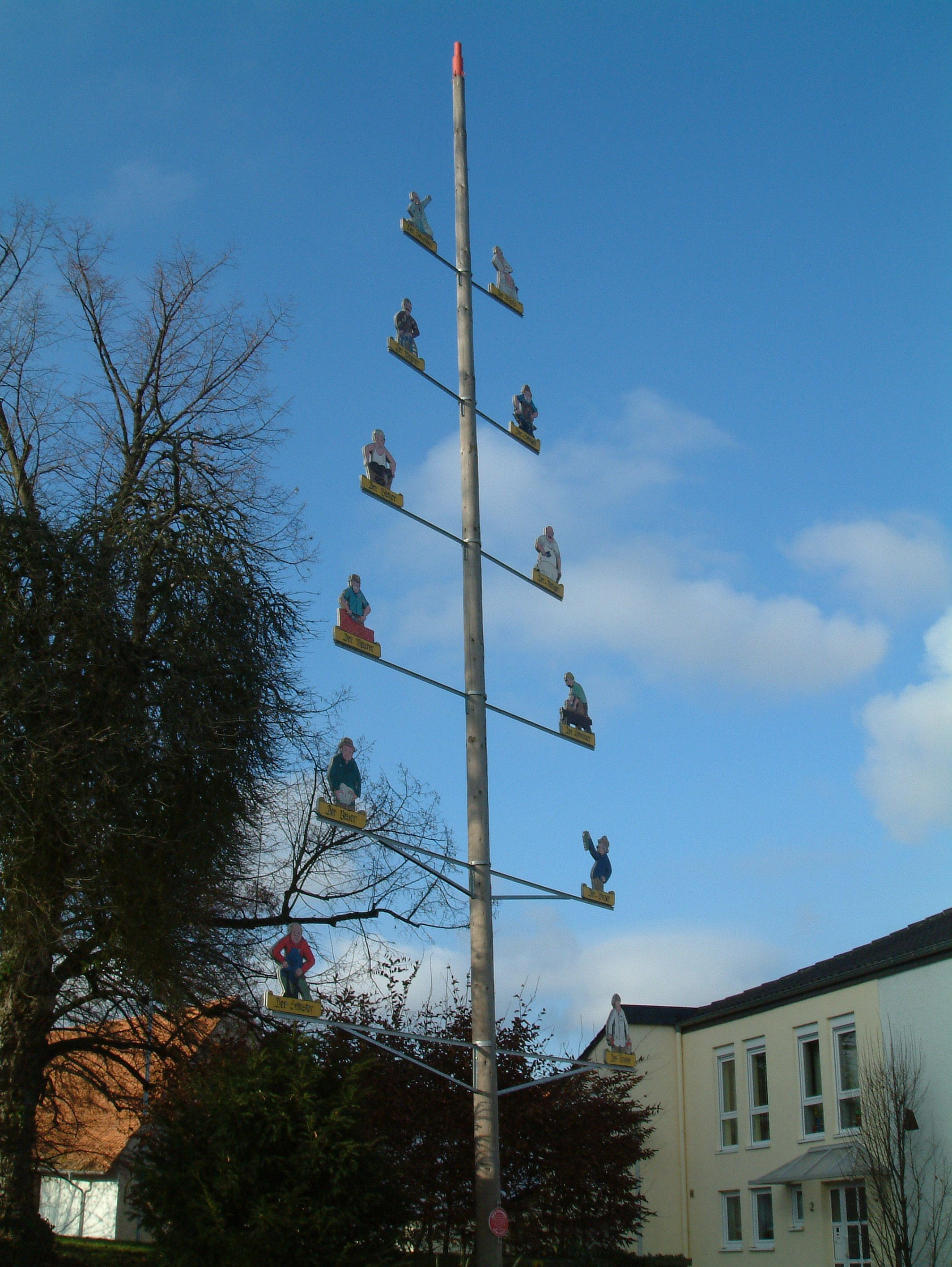
Obersülzen
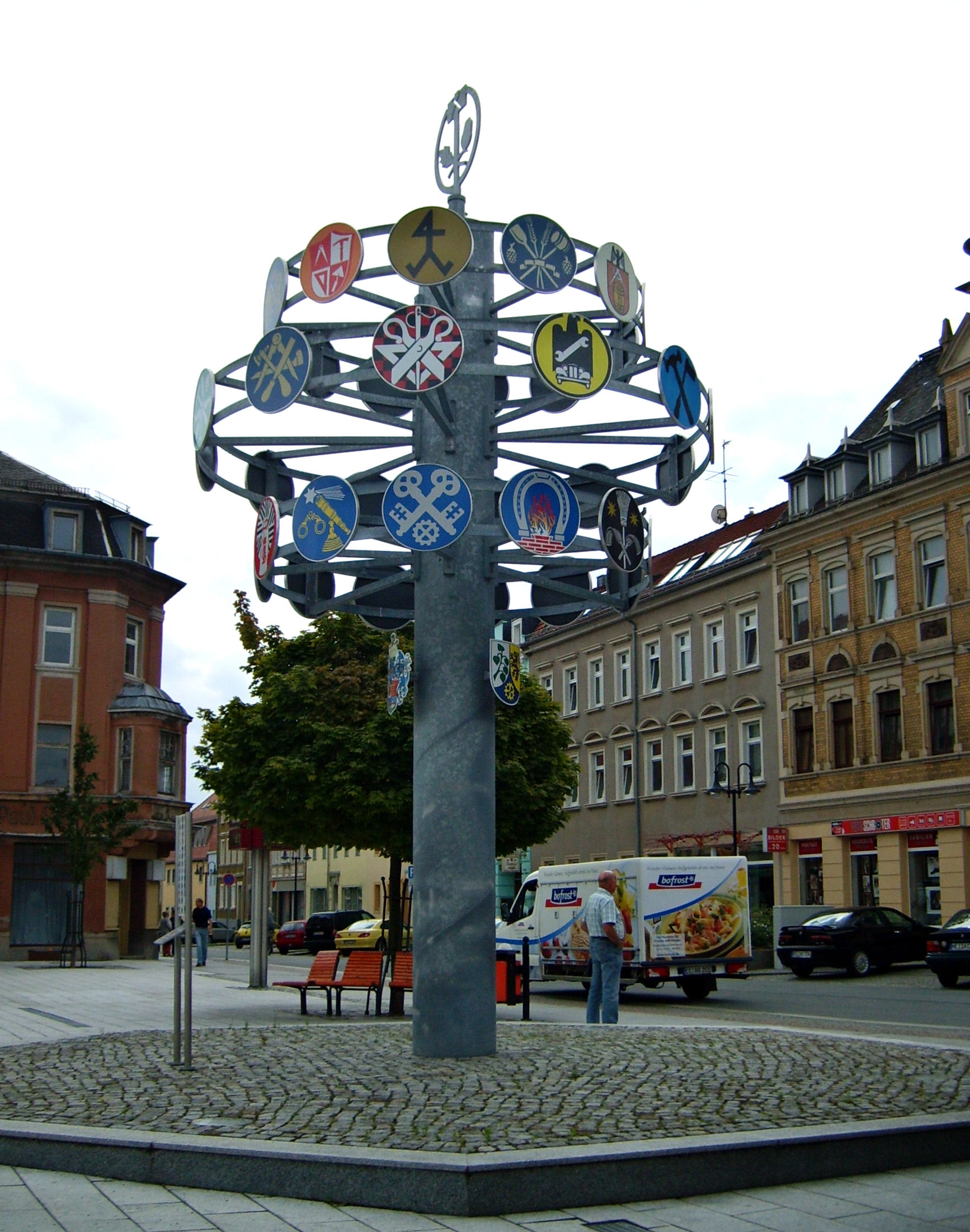
Riesa
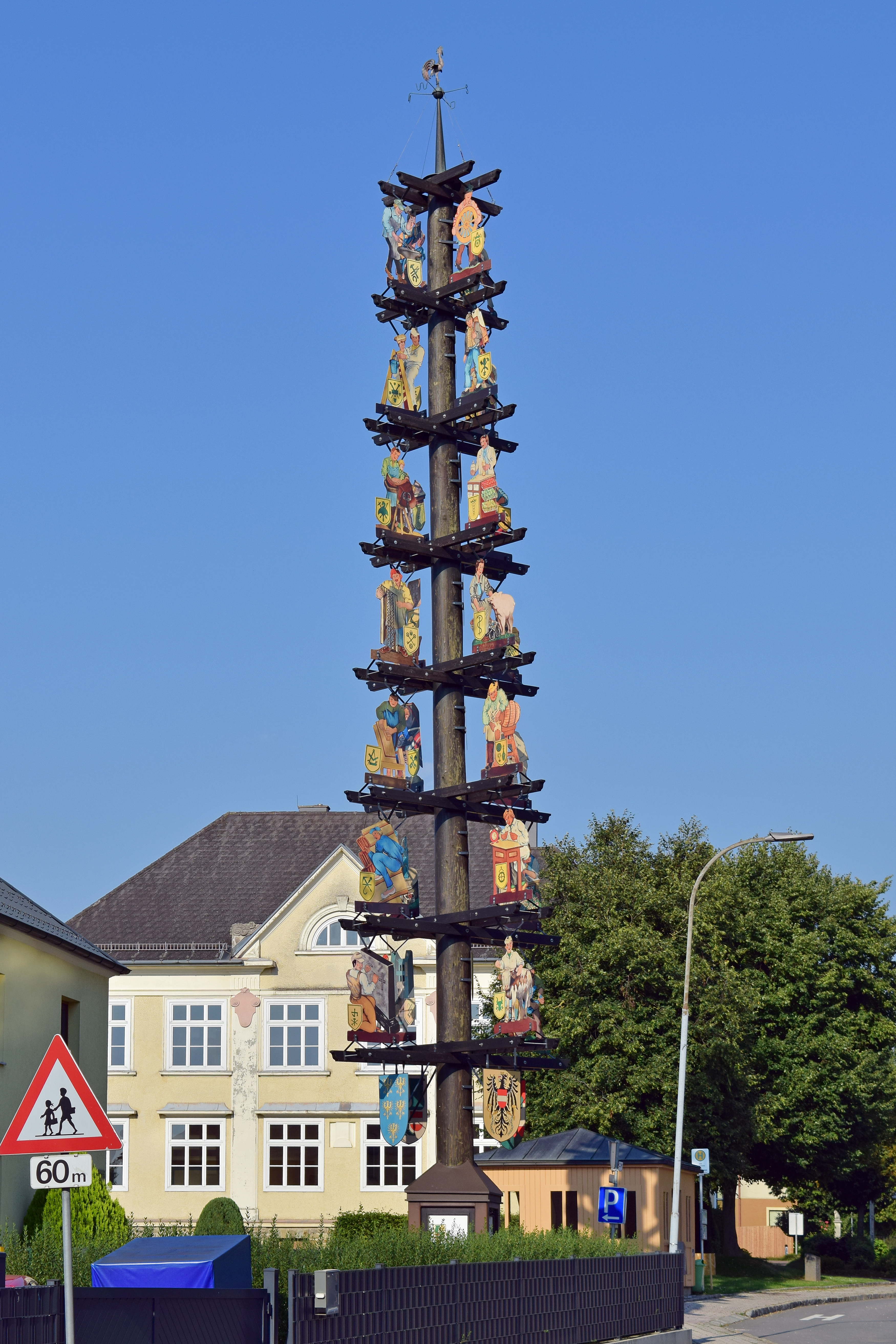
22 m hoher Zunftbaum in Kilb, Niederösterreich
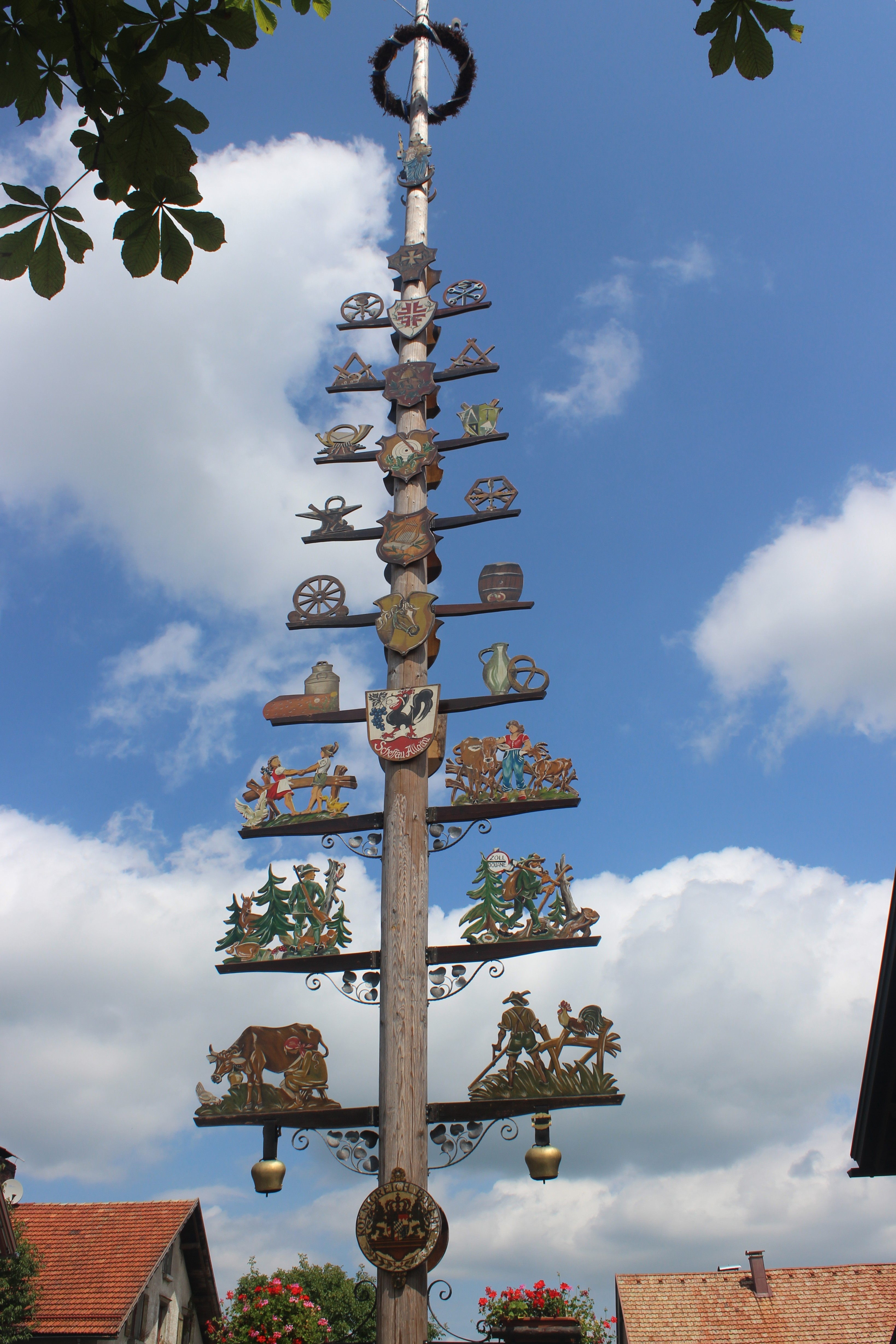
Zunftbaum in Scheffau (Markt Scheidegg) im Westallgäu